# Hans-Joachim Börner
Hans-Joachim Börner (24 de Julho de 1918 - 28 de Dezembro de 1944) foi um comandante de U-Boot que serviu na Kriegsmarine durante a Segunda Guerra Mundial.